# Trachypus molleri
Trachypus molleri là một loài rêu trong họ Trachypodaceae. Loài này được (Müll. Hal.) Broth. mô tả khoa học đầu tiên năm 1906.